# Liparis wageneri
Liparis wageneri är en orkidéart som först beskrevs av Heinrich Gustav Reichenbach, och fick sitt nu gällande namn av Heinrich Gustav Reichenbach. Liparis wageneri ingår i släktet gulyxnen, och familjen orkidéer. Inga underarter finns listade i Catalogue of Life.